# Jis Desh Men Ganga Behti Hai
Jis Desh Men Ganga Behti Hai è un film indiano del 1960 diretto da Radhu Karmakar.

## Premi
- National Film Awards
  - 1960: "Certificate of Merit for Best Feature Film in Hindi"
- Filmfare Awards
  - 1962: "Best Movie", "Best Actor" (Raj Kapoor), "Best Editing" (G. G. Mayekar), "Best Art Direction" (M. R. Acharekar)